# Alekszandr Alekszejevics Lukjanyenko
Alekszandr Alekszejevics Lukjanyenko (cirill betűkkel: Александр Алексеевич Лукьяненко; Budapest, 1961. szeptember 13.)  Dnyeszter-melléki moldáv katonatiszt, 2012. január 24-től 2015 decemberéig a Dnyeszter Menti Köztársaság védelmi minisztere volt. Rendfokozata vezérőrnagy.
Szülei hivatásos katonák voltak, akik Magyarországon teljesítettek szolgálatot születése idején. Katonai iskolákban tanult. 1978-ban végzett az Usszurijszki Szuvorov Katonai Iskolában (katonai középiskola), majd 1982-ben végzett a Taskenti Összfegyvernemi Katonai Főiskolán.

## Katonai pályafutása
Katonai pályafutását a Szovjet Hadseregben egy gépesített lövész egységnél szakaszparancsnokként kezdte, majd fokozatosan egyre magasabb beosztásokat töltött be. Volt gépesített lövész század parancsnoka, harckocsiezred törzsfőnök-helyettese. A Szovjetunió felbomlása idején Moldovában a Dubosszari Katonai Körzetben szolgált.
Részt vett a független Dnyeszter-melléki Köztársaság kikiáltását követő polgárháborúban, a Dnyeszter-melléki hadsereg felállításában. 1991-ben a Dnyeszter-melléki Gárda 4. önálló gépesített lövész zászlóalját irányította Dubăsari (oroszul Dubosszari) körüli harcokban. Később a védelmi miniszter kiképzésért felelős helyettese is volt.
2012. január 24-én Jevgenyij Sevcsuk elnök őt nevezte ki a Dnyeszter Menti Moldáv Köztársaság védelmi miniszterévé és vezérőrnagyi rangot kapott. E poszton az 1992-ben hivatalba lépett Sztanyiszlav Hazsejevet váltotta. 2015. december 30-án felmentették a katonai szolgálat alól és tartalékos állományba helyezték.

## Családja
Nős, egy fia és egy lánya van.

## Fordítás
Ez a szócikk részben vagy egészben  a(z)   Лукьяненко, Александр Алексеевич című orosz Wikipédia-szócikk ezen változatának fordításán alapul.  Az eredeti cikk szerkesztőit annak laptörténete sorolja fel. Ez a jelzés csupán a megfogalmazás eredetét és a szerzői jogokat jelzi, nem szolgál a cikkben szereplő információk forrásmegjelöléseként.